# Nana Ioseliani
Nana Ioseliani (Tbilisi, 12 de Fevereiro de 1962) é uma enxadrista georgiana, WIM e WGM de xadrez. Ela venceu duas vezes o Torneio de Candidatos Feminino, ganhando o direito de desafiar as campeãs mundiais reinantes.  Em 1988 ela desafiou Maia Chiburdanidze, e perdeu por 8.5 a 9.5, e em  1993 desafiou Xie Jun, perdendo por 2.5 a 8.5. Ela também venceu o campeonato nacional feminino soviético por duas vezes.